# Пети вселенски събор
Петият вселенски събор или Вторият константинополски събор, още Събор на тримата глави се състои в периода от 5 май до 2 юни 553 г. в Константинопол. Свикан е от император Юстиниан I, като повод е обвиненията срещу т.нар. три глави. Ръководи се от Евтихий, архиепископ на Константинопол и папа Вигилий (чрез негови легати).
Делегатите осъждат обвинените в несториански уклон писания на сирийските епископи Теодор Мопсуетски, Теодорит Кирски и Ива Едески. Също така е осъдено и учението на Ориген.